# نهائي كأس خادم الحرمين الشريفين 2014
نهائي كأس خادم الحرمين الشريفين 2014 هي المباراة النهائية لبطولة كأس خادم الحرمين الشريفين 2014، أقيمت في يوم 1 مايو 2014، على الجوهرة المشعة بمدينة جدة في السعودية، بين نادي الشباب ونادي الاهلي وفاز بها نادي الشباب بعد تغلبه على الاهلي بثلاثة اهداف مقابل لا شي. يذكر أن طرفي النهائي جاء عن طريق التأهل كل من نادي الأهلي من جدة عقب فوزه على نادي الاتحاد 3-2 فيما جاء تأهل نادي الشباب بعد تغلبه على نادي الاتفاق بنتيجة 1-صفر في إياب نصف النهائي يوم الأحد.

## تفاصيل المبارة
| الشباب | 0-3 | الأهلي |
| ------ | --- | ------ |
| 3      |     | 0      |

| الشباب | الأهلي |